# Tanga

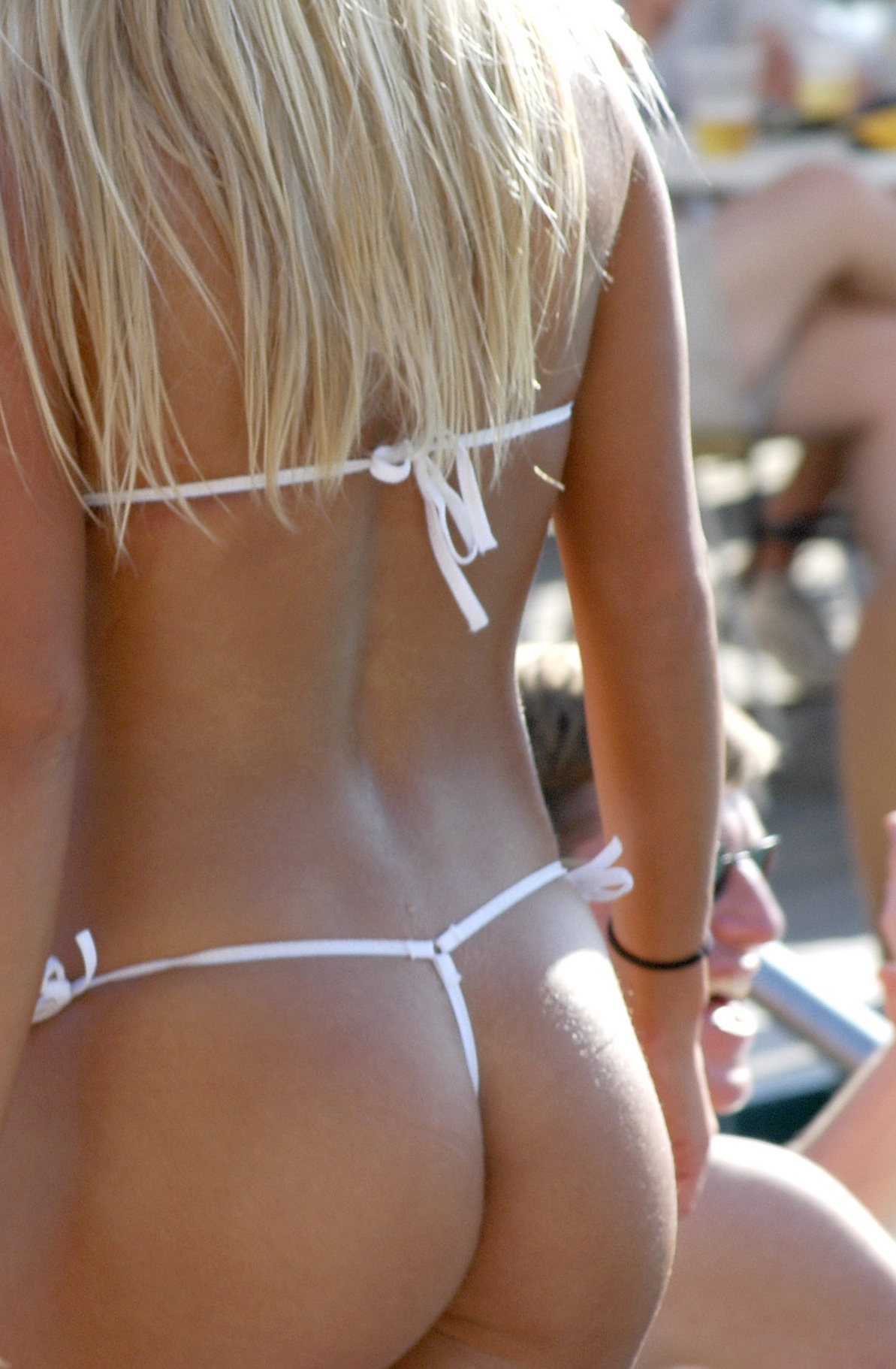
Una donna in tanga.

Un perizoma è un tipo di biancheria intima, consistente in una parte anteriore triangolare di tessuto e da una striscia sottile nella parte posteriore. Viene spesso confuso con il tanga, che invece è leggermente più coprente e anche con lo slip brasiliano. Lo si confonde appunto con il tanga dall'inglese thong che invece significa perizoma. Il tanga è uno slip molto sgambato e sottile sui fianchi. Si parla di tanga a perizoma quando latermine definisce invece uno slip di dimensioni più ridotte nella parte posteriore, che risulta più coprente di un perizoma ma meno coprente di uno slip brasiliano.considerare coprenza sul retro risulta minimale,vi è una combinazione dei due indumenti.

## Origine ed evoluzione

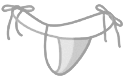
Tanga a T.

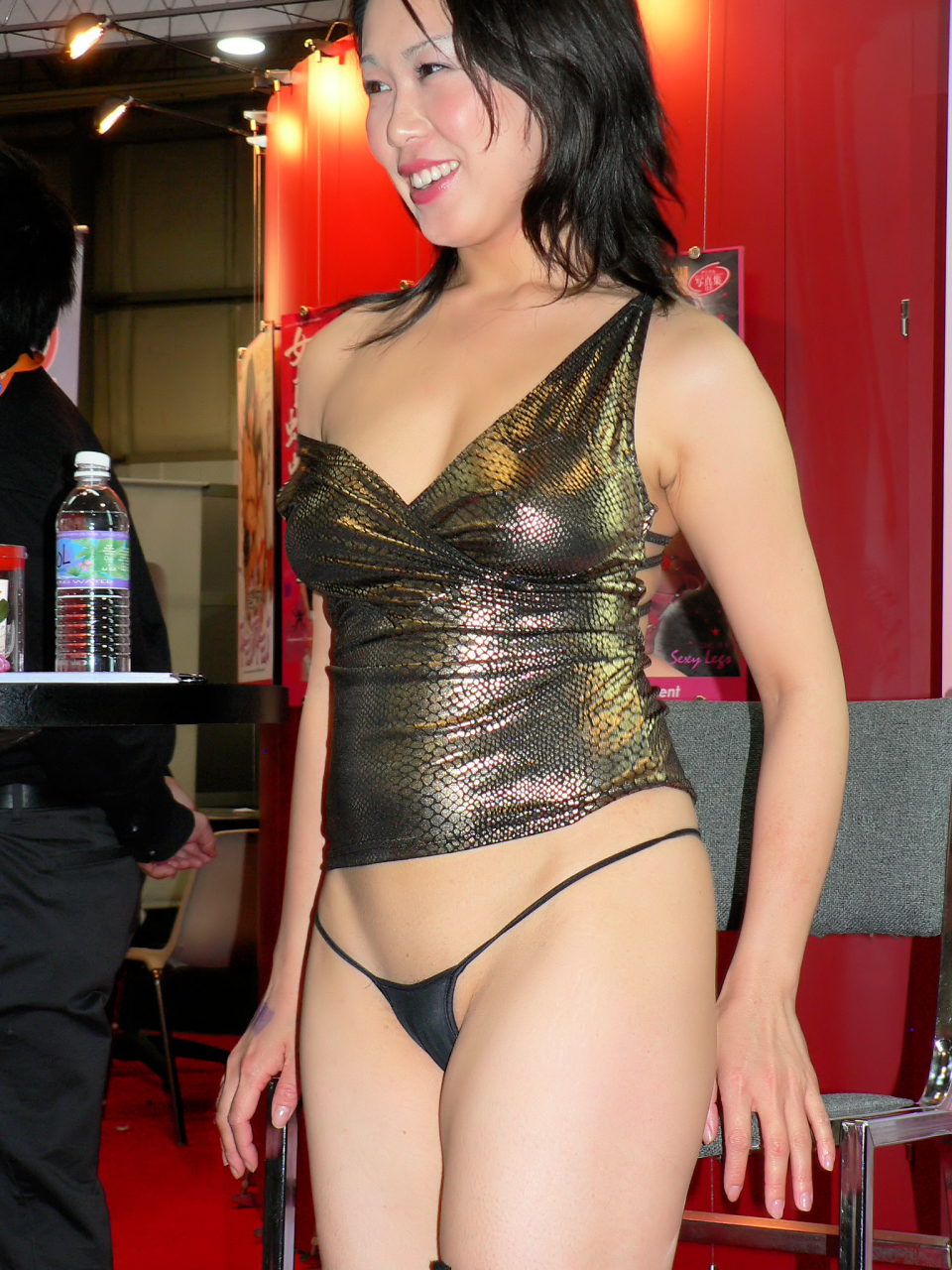
L'attrice pornografica Fujiko Sakura in tanga.

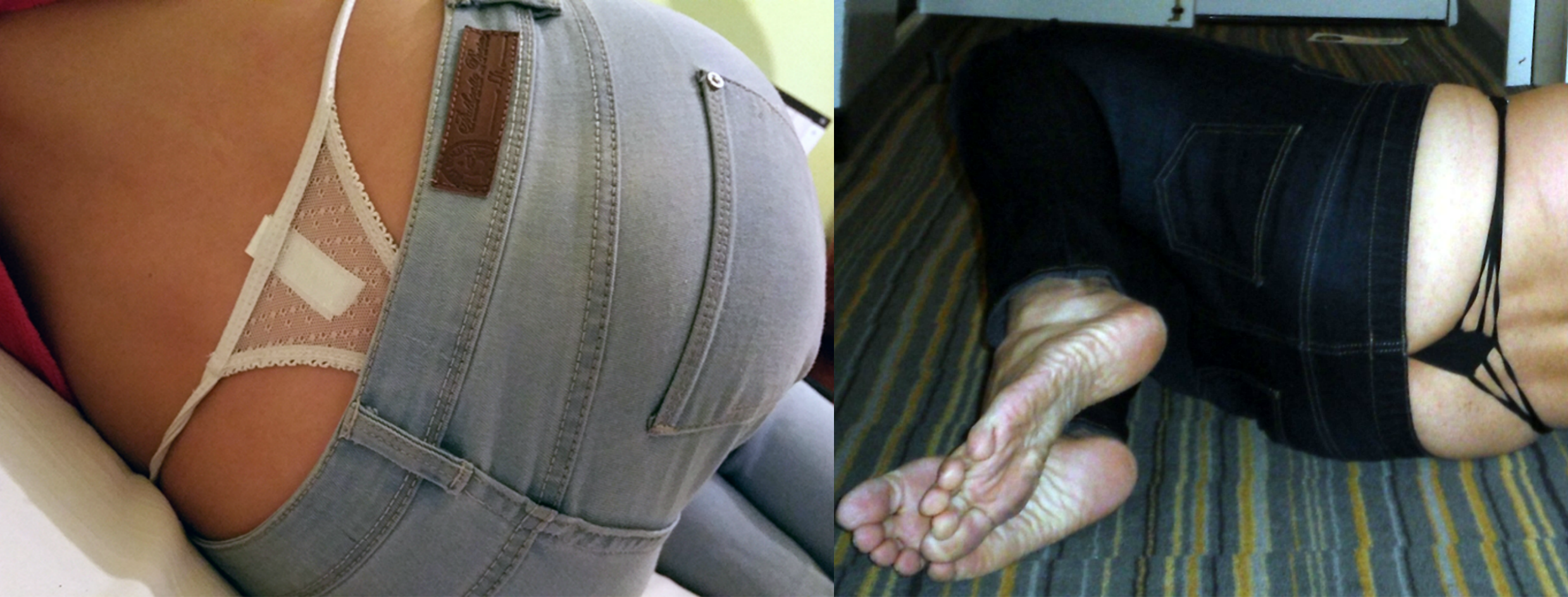
Whale-tail: tanga su una donna (nella foto a sinistra) e tanga su un uomo (nella foto a destra) che sporgono da pantaloni a vita bassa.

Il nome tanga deriva da quello di un ornamento tipico della cultura detta di Marajó (Brasile settentrionale) che viene ancora utilizzato da alcuni gruppi abitanti alla foce del Rio delle Amazzoni. Il tanga è costituito, nella parte anteriore, da una placchetta di ceramica a forma triangolare tenuta sospesa da una cordicella passante per due fori praticati lungo la base; il fianco dell'indumento, pertanto, è costituito unicamente da detta cordicella.
Secondo alcune fonti la grande popolarità dell'indumento deriva da una ragazza brasiliana, Rose di Primo, che avrebbe tagliuzzato il suo costume per farsi notare a una festa nella spiaggia di Ipanema, a Rio de Janeiro, nel 1972. Il clamore ottenuto dall'esibizione della ragazza avrebbe avviato la diffusione del succinto indumento sulle spiagge del Brasile.
È molto diffuso soprattutto come parte di costumi da bagno due pezzi, in quanto grazie alla sua essenzialità riduce al minimo la parte di addome, schiena e fianchi coperti, consentendo un'abbronzatura molto estesa anche se non integrale.
Un tipo particolare di tanga è il whale-tail (in italiano coda di balena) dove il filo posteriore termina con un triangolo la cui forma ricorda la coda di una balena; è chiamato anche "tanga a Y", mentre il tanga costituito solo dal filo posteriore è chiamato "tanga a T".